# Pablo Mosquera
Pablo Alejandro Mosquera Mata (Lugo, 29 de junio de 1947), más conocido como Pablo Mosquera, es un médico y político español. Licenciado en Medicina por la Universidad Complutense de Madrid, Mosquera fue cofundador en 1989 del partido Unidad Alavesa, que propugnaba la creación de una comunidad autónoma foral para la provincia de Álava, de manera análoga a la comunidad de Navarra.

## Biografía y trayectoria política
Mosquera obtuvo en 1975 una plaza de Inspector Médico en el Instituto Nacional de Previsión (INP), tras lo cual fue destinado al hospital Valle de Hebrón de Barcelona. En 1976 consiguió un puesto en el citado organismo para la creación del Hospital de Txagorritxu (actual Hospital Universitario de Álava), en Vitoria.
Afiliado a Alianza Popular, Mosquera obtuvo un escaño en el Parlamento Vasco en las elecciones de 1984, escaño que ocupa hasta la constitución de Unidad Alavesa en 1989. A partir de entonces, Mosquera ejerce como parlamentario del citado partido político. En tanto líder de Unidad Alavesa, es miembro del Pacto de Ajuria Enea crítico con el terrorismo de ETA y la política de la izquierda abertzale. En 1999, en virtud de un acuerdo con el Partido Popular, asume el cargo de diputado de Juventud y Deporte de la Diputación Foral de Álava. En 2002 decide dejar Vitoria y dimitir de todas sus responsabilidades políticas, tanto en el partido como en las instituciones, para asumir la gestión del hospital de Burela. Con su salida llegó el declive del partido Unidad Alavesa y su disolución en 2005.